# Shaker (album)
Shaker è il quarto album della band punk rock di Verona A.C.T.H. (per l'occasione chiamata Acitiacca), prodotto dalla Mega Records nel 1990 e contenente cover di classici del rock e della disco music riarrangiati in stile punk.

## Tracce
1. Un altro stato mentale
2. In bocca al lupo
3. Satanici shake(s)
4. A dire il vero
5. Come una stella
6. Ad occhi chiusi
7. La notte
8. È ora che
9. Questioni di attimi
10. Che storia strana
11. Vivi e brucia
12. Rabbia in città